# Köpenhamns län
Köpenhamns län var ett danskt län fram till 1662. Det bestod av Ølslykke, Sokkelunds och Smørums härader samt Hollænderbyens och Tårnaby birk.